# جورج لودويغ فون مورير
جورج لودويغ فون مورير (بالألمانية: Georg Ludwig von Maurer )‏ (و. 1790 – 1872 م) هو مؤرخ قانوني ‏، ومؤرخ، وسياسي، وأستاذ جامعي، ودبلوماسي من مملكة بافاريا، واليونان، والإمبراطورية الألمانية، وكان عضوًا في الأكاديمية البافارية للعلوم والعلوم الإنسانية، والأكاديمية البروسية للعلوم، توفي في ميونخ، عن عمر يناهز 82 عاماً.

## التعليم
تعلم في جامعة هايدلبرغ.

## جوائز
حصل على جوائز منها:
- النيشان البافاري الماكسيميلياني للعلوم والفن (1867)
- دكتوراه فخرية.[4]